# تيل تايلور
تيل تايلور (بالإنجليزية: Tell Taylor)‏ هو كاتب أغاني أمريكي، ولد في 14 أكتوبر 1876، وتوفي في 24 نوفمبر 1937.

## وصلات خارجية
- تيل تايلور على موقع IMDb (الإنجليزية)
- تيل تايلور على موقع ميوزك برينز (الإنجليزية)
- تيل تايلور على موقع ديسكوغز (الإنجليزية)